# Short track na Zimowych Światowych Wojskowych Igrzyskach Sportowych 2010 – 500 m kobiet
Bieg na 500 m kobiet na 1. Zimowych Światowych Wojskowych Igrzyskach Sportowych – jedna z zimowych konkurencji rozgrywana podczas igrzysk wojskowych w ramach short tracku, która odbyła się w dniu 23 marca 2010   w hali w Courmayeur położonego w regionie Dolina Aosty we Włoszech.

## Terminarz
Konkurencja rozpoczęła się biegami półfinałowymi w dniu 23 marca o godzinie 10:00 (czasu miejscowego). Zawody były przeprowadzone naprzemiennie z biegami mężczyzn.
| Harmonogram przebiegu konkurencji | Harmonogram przebiegu konkurencji | Harmonogram przebiegu konkurencji | Harmonogram przebiegu konkurencji |
| Data                              | Godzina rozpoczęcia               | Godzina rozpoczęcia               | Wydarzenie                        |
| Data                              | (UTC+01:00)                       | CET                               | Wydarzenie                        |
| --------------------------------- | --------------------------------- | --------------------------------- | --------------------------------- |
| 23 marca 2010(dts)                | 10:00                             |                                   | Półfinały                         |
| 23 marca 2010(dts)                |                                   |                                   | Finał                             |

## Uczestniczki
Do zawodów zgłoszonych zostało 9 zawodniczek (reprezentujących 5 kraje) na starcie nie stanęła Włoszka Arianna Fontana,  a spośród nich najlepsza okazała się Chinka Ma Shuai.
- Austria (1)
- Bułgaria (1)
- Chiny (3)
- Niemcy (2)
- Włochy (1)

## Medalistki
| Złoto            | Srebro             | Brąz                        |
| Chiny · Ma Shuai | Chiny · Sun Huizhu | Austria · Veronika Windisch |

## Wyniki

### Półfinały
Awans do finałów: dwie najlepsze zawodniczki z każdego biegu półfinałowego (Q) przechodzą do finału A, pozostałe do finału B.
| Miejsce    | Zawodniczka       | Reprezentacja | Czas       | Uwagi      |
| Półfinał 1 | Półfinał 1        | Półfinał 1    | Półfinał 1 | Półfinał 1 |
| ---------- | ----------------- | ------------- | ---------- | ---------- |
| 1.         | Veronika Windisch | Austria       | 48,617     | Q          |
| 2.         | Ma Shuai          | Chiny         | 49,067     | Q          |
| 3.         | Han Xiaofei       | Chiny         | 50,964     |            |
| 4.         | Susanna Rudolph   | Niemcy        | 1:13,558   |            |
| Półfinał 2 |                   |               |            |            |
| 1.         | Sun Huizhu        | Chiny         | 46,994     | Q          |
| 2.         | Christin Priebst  | Niemcy        | 47,140     | Q          |
| 3.         | Ewgenija Radanowa | Bułgaria      | 47,474     |            |
| 4.         | Katia Zini        | Włochy        | 47,504     |            |

### Finały
| Miejsce | Zawodniczka       | Reprezentacja | Czas   | Uwagi |
| ------- | ----------------- | ------------- | ------ | ----- |
| 01 !    | Ma Shuai          | Chiny         | 46,738 |       |
| 02 !    | Sun Huizhu        | Chiny         | 46,769 |       |
| 03 !    | Veronika Windisch | Austria       | 46,838 |       |
| 4.      | Christin Priebst  | Niemcy        | 46,978 |       |

| Miejsce | Zawodniczka       | Reprezentacja | Czas   | Uwagi |
| ------- | ----------------- | ------------- | ------ | ----- |
| 1.      | Han Xiaofei       | Chiny         | 45,872 |       |
| 2.      | Ewgenija Radanowa | Bułgaria      | 45,927 |       |
| 3.      | Susanna Rudolph   | Niemcy        | 46,103 |       |
| 4.      | Katia Zini        | Włochy        | 47,078 |       |

Źródło